# Poslední samuraj (film, 1999)
Poslední samuraj (御法度, Gohatto) je japonský hraný film z roku 1999, který režíroval Nagisa Óšima jako svůj poslední film. Snímek měl světovou premiéru 18. prosince 1999.

## Děj
Kjóto, jaro 1865. Mladík Sōzaburō Kanō vstoupí do samurajské milice šinsengumi. Příchod mimořádně krásného mladíka vyvolává u ostatních mužů pnutí, které vede až ke zločinům, podezírání a vraždám.

## Obsazení
| Takeši Kitano  | zástupce velitele Toshizō Hijikata |
| Ryūhei Matsuda | Sōzaburō Kanō                      |
| Shinji Takeda  | kapitán Sōji Okita                 |
| Tadanobu Asano | Hyōzō Tahiro                       |
| Yōichi Sai     | velitel Isami Kondō                |
| Jirō Sakagami  | kapitán Genzaburō Inoue            |
| Kei Satō       | vypravěč                           |
| Masatō Ibu     | Itō Koshitarō                      |

### Ocenění
- Japonská filmová akademie: nejnadějnější herec (Ryūhei Matsuda), nominace v kategoriích nejlepší film, nejlepší režie (Nagisa Óšima), nejlepší scénář (Nagisa Óšima), nejlepší herec ve vedlejší roli (Shinji Takeda), nejlepší kamera (Toyomichi Kurita), nejlepší střih (Tomoyo Óshima), nejlepší výprava (Yoshinobu Nishioka), nejlepší zvuk (Kunio Ando)
- Cena Blue Ribbon za nejlepší film a nejlepší režii (Nagisa Oshima), nejlepší herec ve vedlejší roli (Shinji Takeda) a nejnadějnější herec (Ryūhei Matsuda)
- Hōchi Film Award pro nejlepšího herce ve vedlejší roli (Tadanobu Asano)
- Kinema Junpō Award pro nejnadějnějšího herce (Ryūhei Matsuda)
- Mainichi Award pro nejlepšího herce (Tadanobu Asano) a Velká cena Sponichi pro nejnadějnějšího herce (Ryūhei Matsuda)
- Filmový festival v Cannes: účast v soutěži o Zlatou palmu